# Mniotype inexpectata
Mniotype inexpectata is een vlinder uit de familie uilen (Noctuidae). De wetenschappelijke naam is voor het eerst geldig gepubliceerd in 2001 door Weidlich.
De soort komt voor in Europa.